# Damage
Damage — перший студійний альбом американського рок-гурту Emphatic. Альбом був записаний у 2010 році, та виданий у 2011.

## Список композицій
- Do I
- Get Paid
- Put Down the Drink
- Bounce
- A Place to Fall
- Beg
- Tonight
- Pride
- Original Sin
- Don't Forget About Me